# Ontholestes murinus

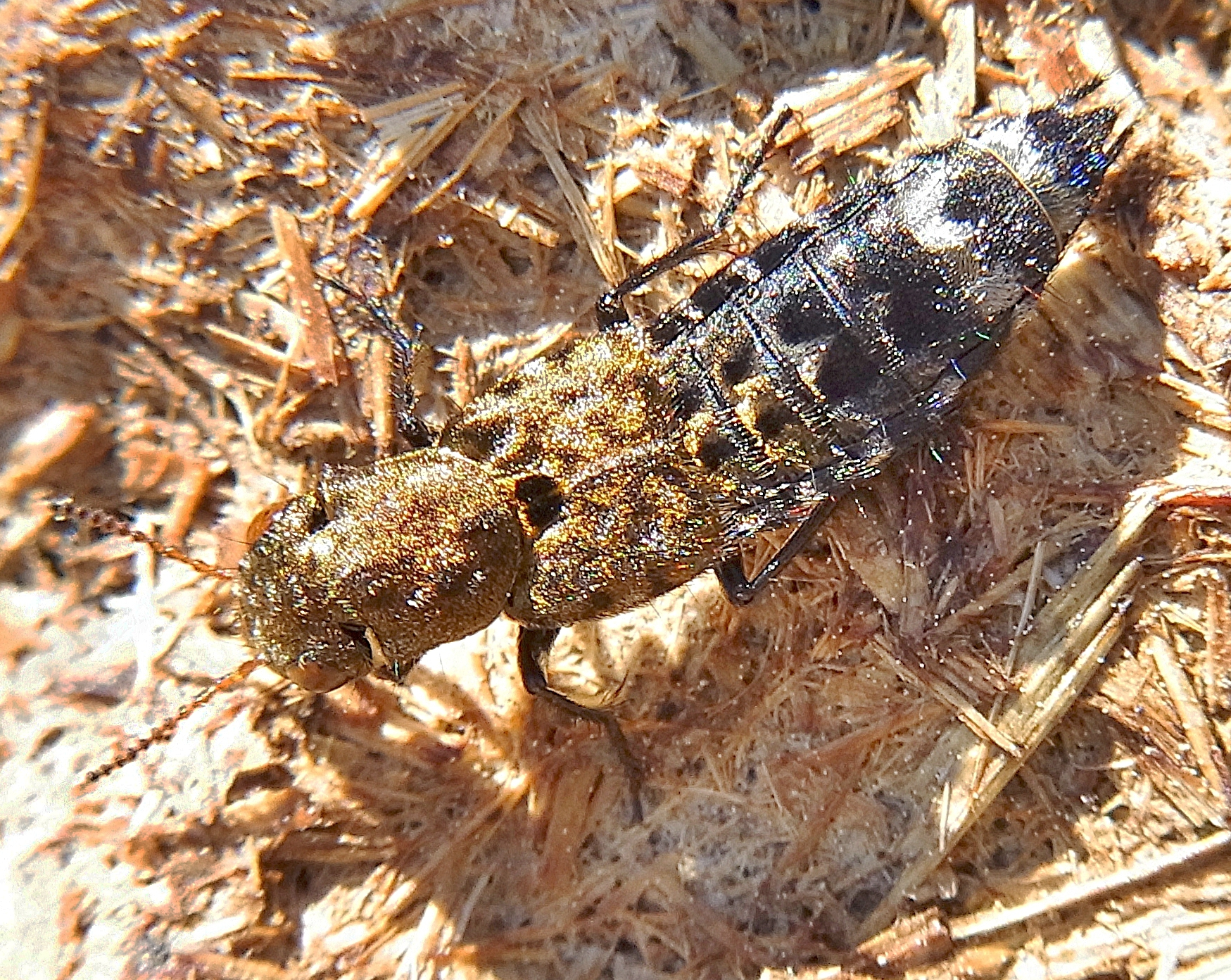
Ontholestes murinus auf ausgetrocknetem Kuhdung

Ontholestes murinus ist ein Käfer aus der Familie der Kurzflügler (Staphylinidae).

## Merkmale
Die Käfer erreichen eine Körperlänge von bis zu 14 Millimeter. Ihr Kopf, der Halsschild und die Deckflügel sind dunkel und meist in Grau- und zum Teil auch Brauntönen marmoriert. Der Halsschild ist hufeisenförmig. Das Abdomen ist schwarz behaart. Die Beine sind ebenfalls zur Gänze schwarz gefärbt. Die Fühler sind an der Basis bräunlich und werden zur Spitze hin dunkler. Sie sind nicht so lang und kräftig  gebaut wie bei der verwandten Art, dem Gewürfelten Raubkäfer. Die Facettenaugen sind groß und bei den Männchen etwa gleich lang wie die Schläfen, bei den Weibchen sind die Augen etwas länger. 

### Ähnliche Arten
- Gewürfelter Raubkäfer (Ontholestes tesselatus)
- Ontholestes haroldi

## Vorkommen und Lebensweise
Die Käfer kommen im Bereich der Paläarktis einschließlich der Britischen Inseln vor und fehlen im Mittelmeerraum. Sie leben in Wäldern, auf Weiden und Feldern und auch in Gärten. Man findet sie vom Frühling bis in den Herbst an pflanzlichen und tierischen Überresten und Kadavern, bevorzugt an Kuhfladen und Kompost, aber auch an Baumsäften. 

## Referenzen